# Oosterdokseiland

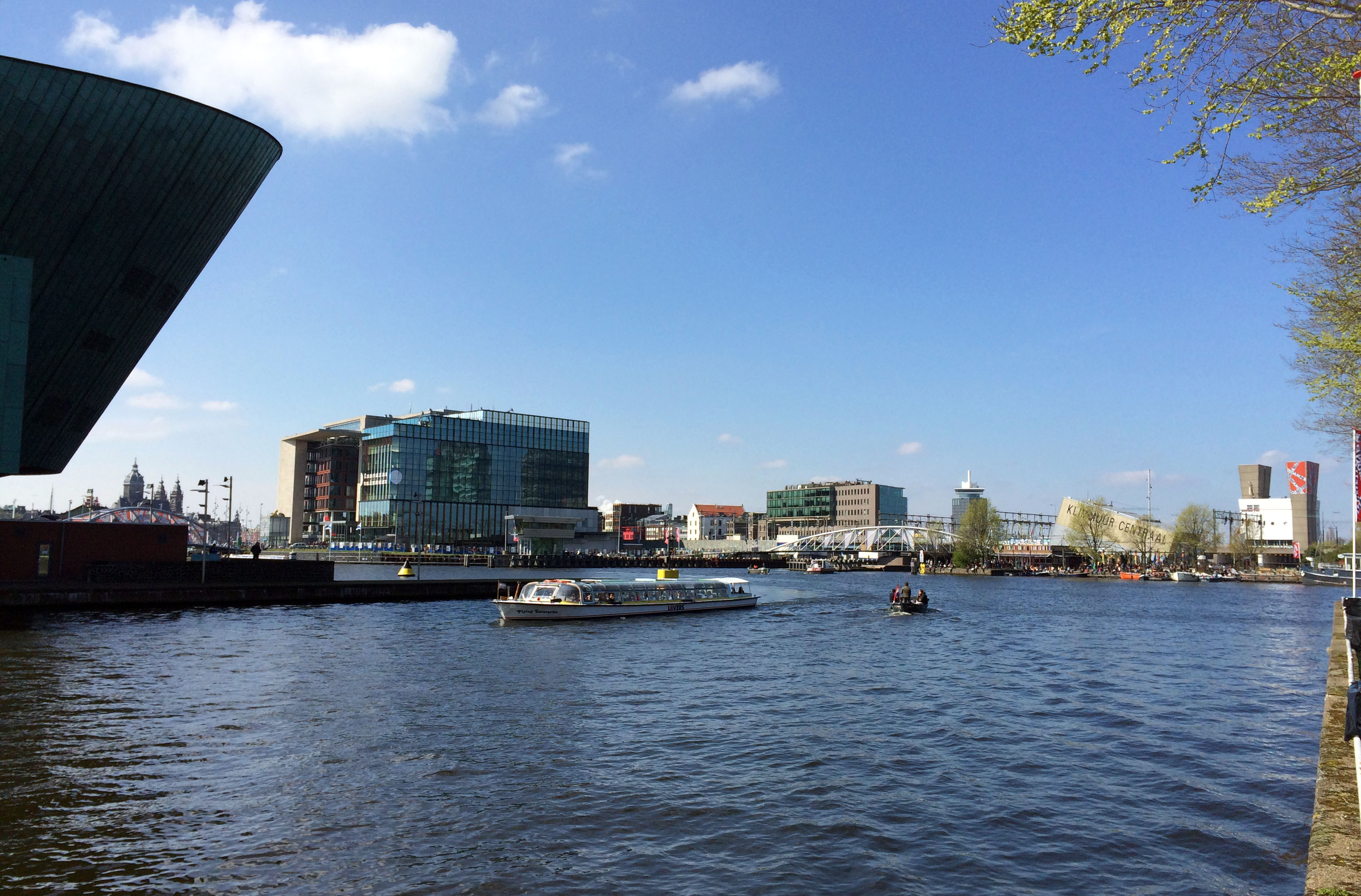
Oosterdok en Oosterdokseiland gezien vanaf het Marinierseiland. Van links naar rechts: NEMO, OBA, Conservatorium en de Oosterdoksdraaibrug richting de Dijksgracht.

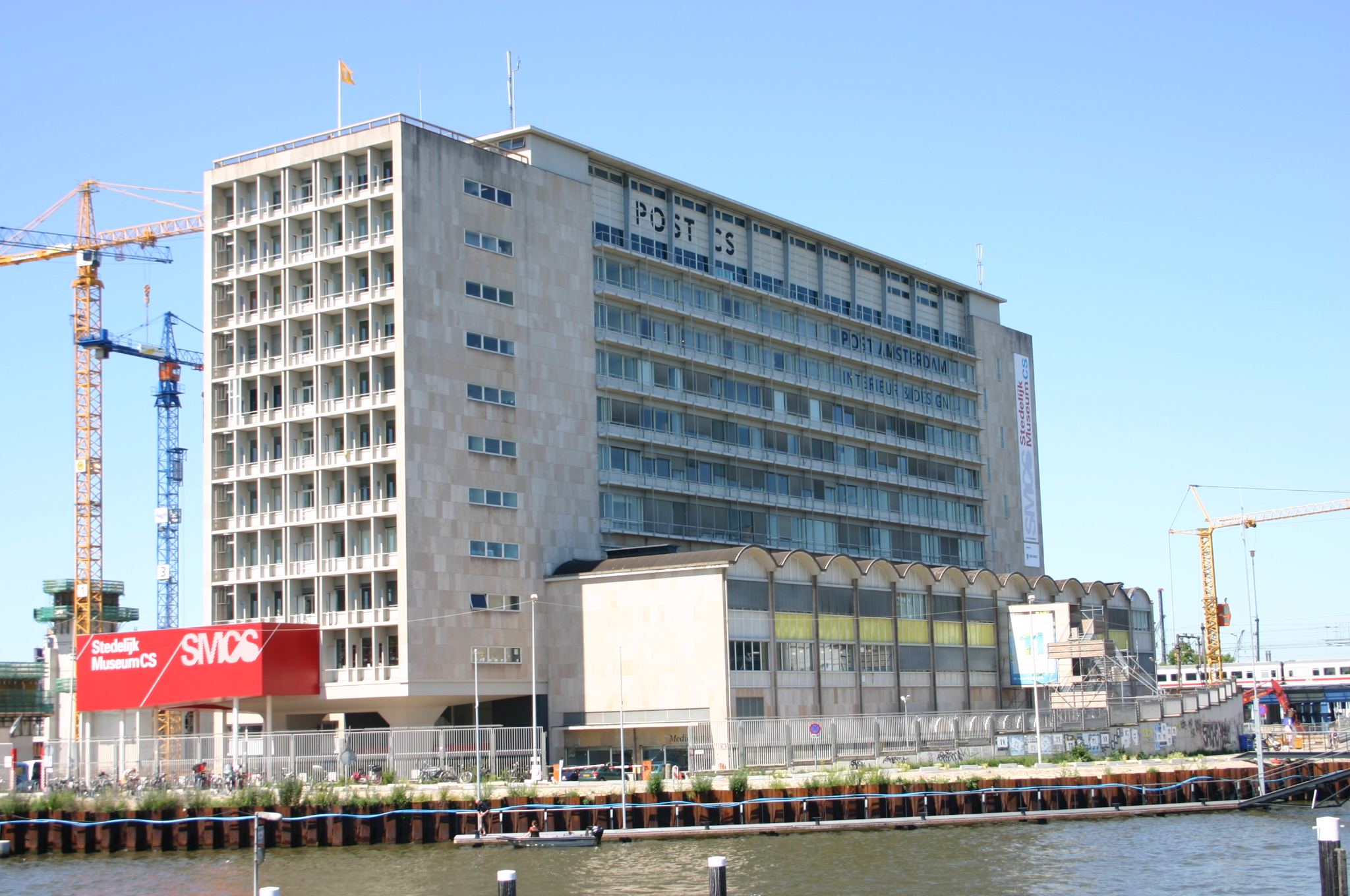
Het voormalige Post CS-gebouw was tijdelijk de huisvesting van het Stedelijk Museum; het is in 2010 gesloopt.

Het Oosterdokseiland is een eiland in Amsterdam tussen het Oosterdok en het IJ. Het ontstond in 1832 toen door aanleg van de Oosterdoksdam dit deel van het IJ werd afgescheiden en daardoor ook geen eb en vloed meer kende in het toen nog in open verbinding met de Zuiderzee staande IJ.
Aan de oostzijde ontstond zo de omsloten watervlakte die nu Oosterdok heet. Aan de westkant ontstond op soortgelijke wijze het Westerdok.

## Centraal Station
De zuidoever van het IJ kwam door de aanleg van het spoor van de latere Prins Hendrikkade achter het latere stationsgebouw te liggen. Voor de bouw van het Centraal Station verrees in 1874 op het Oosterdokseiland een noodstation Oosterdok voor de toen geopende Oosterspoorweg naar Hilversum. In 1889 werd het Centraal Station geopend. Sindsdien vormt de spoorlijn de noordelijke begrenzing van het Oosterdok.

## Ontwikkeling vanaf c. 1960
Het Oosterdokseiland, waar voordien voornamelijk een spoorwegemplacement was, werd aan de zuidzijde in de jaren 60 bebouwd met het nieuwe Hoofdpostkantoor. In de jaren 90
ging de PTT de post over de weg vervoeren in plaats van per spoor, en het hoofdkantoor werd ingeruild voor een distributiecentrum op Sloterdijk. De gemeente Amsterdam begon daarop met het meerjarenplan van de ontwikkeling van de IJ-oevers.

## Ontwikkeling na 2000
Op het Oosterdokseiland werd een groot deel van het voormalige hoofdkantoor van de PTT in 2005 gesloopt. In de toren die tot 2011 behouden bleef (inmiddels gesloopt), huisde tijdelijk tot eind 2008 het Stedelijk Museum, waarvan de hoofdlocatie aan de Paulus Potterstraat verbouwd werd. Ook is er het nieuwe hoofdgebouw van de Openbare Bibliotheek Amsterdam op Oosterdokskade 143 (OBA; geopend op 7 juli 2007) en de nieuwbouw voor het Conservatorium van Amsterdam op Oosterdokskade 151 (opening in 2008). Tussen 2018 en 2023 werd er druk gewerkt aan de bouw van het internationale hoofdkantoor van Booking.com, dat tevens onderdak biedt aan parkeergarage en woningen.
Ook kwam er in 2011 ter vervanging van de Oosterdoksdam een nieuwe brug gereed, de Odebrug, die het eiland met de Prins Hendrikkade verbindt.

## Afbeeldingen

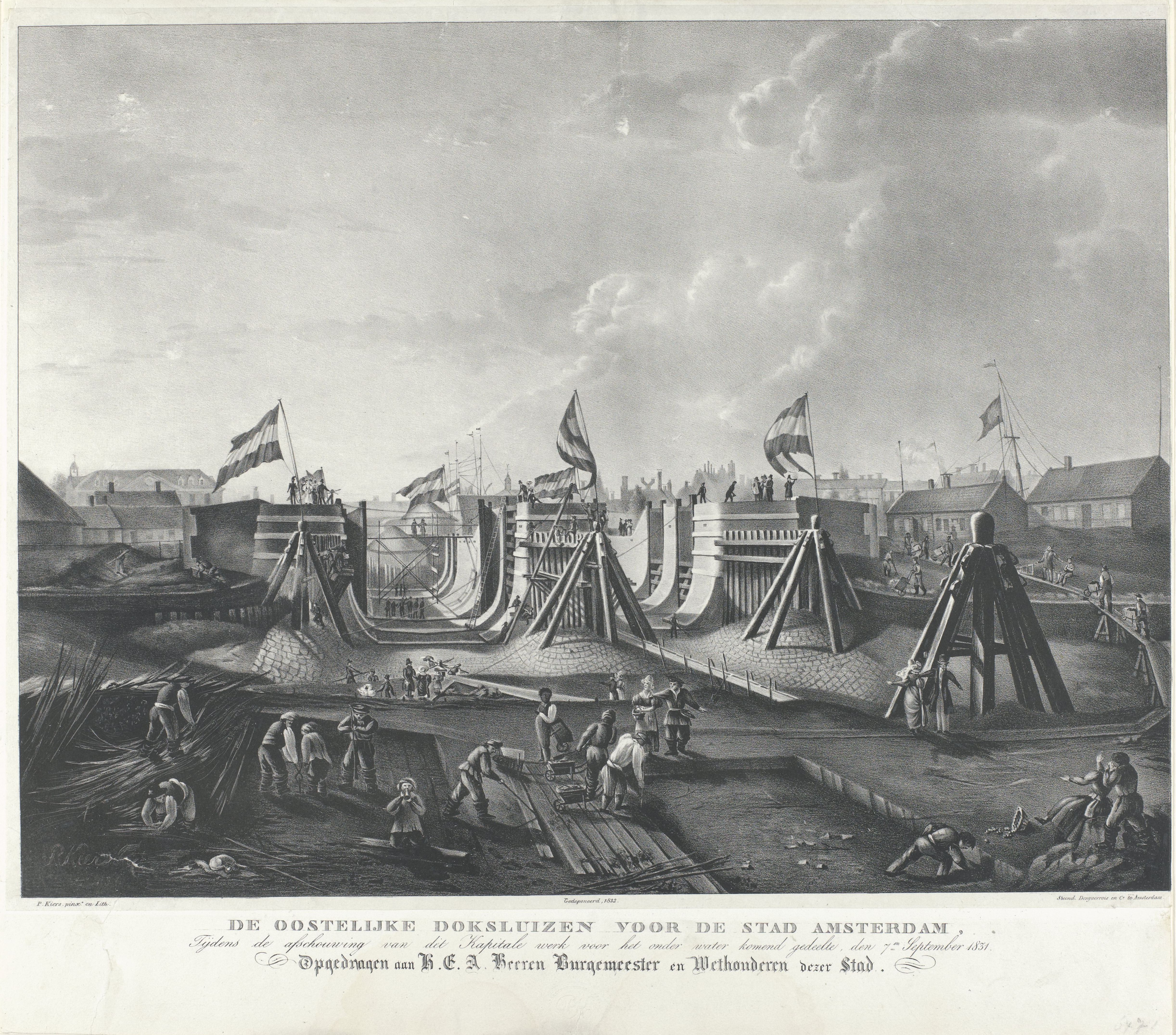
De aanleg / opening van de Oostelijke Doksluizen - litho-gravure van Petrus Kiers, 1832
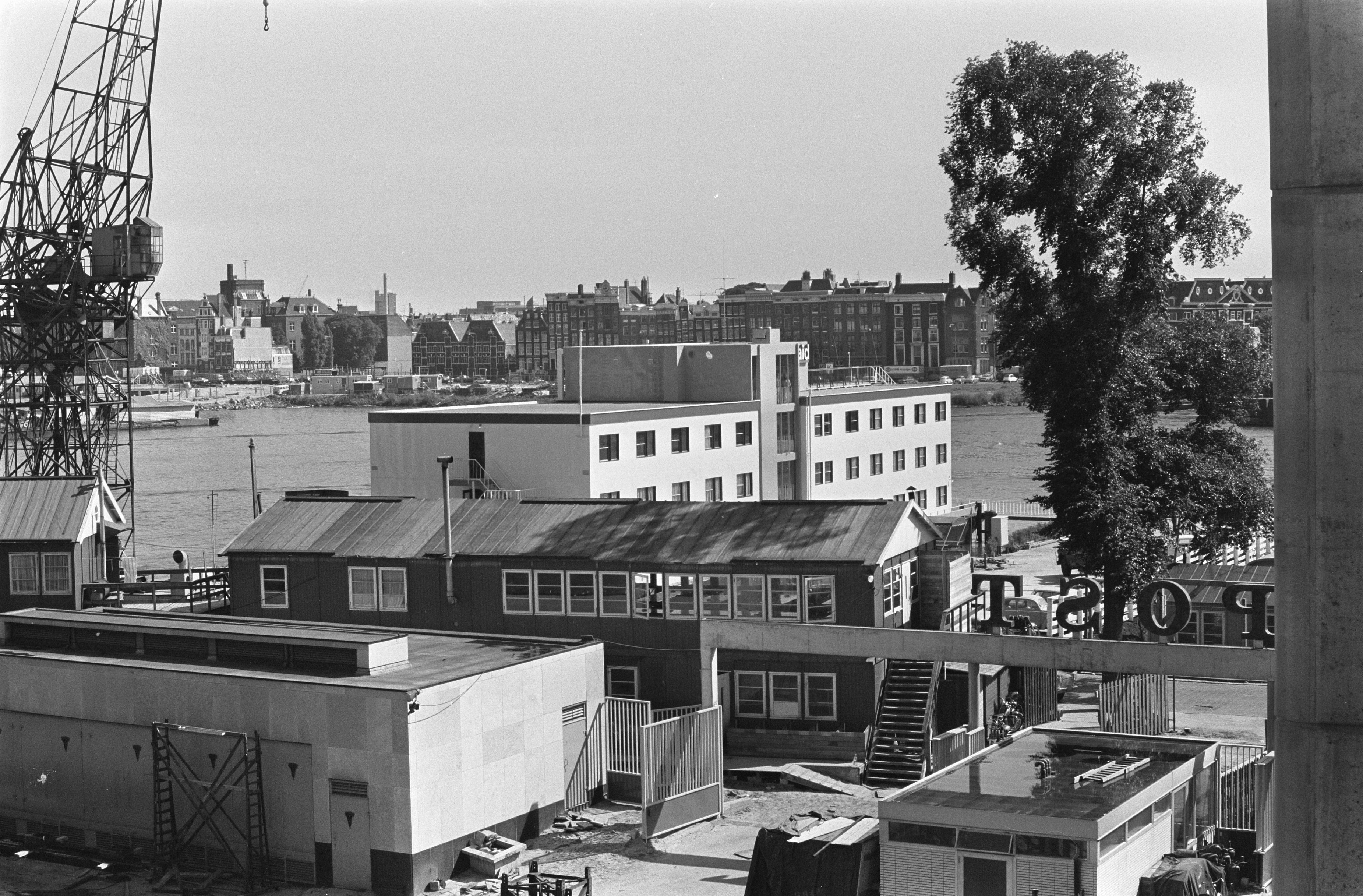
Uitzicht vanaf de Oosterdokskade, met links aanleg van de IJ-tunnel, juni 1966
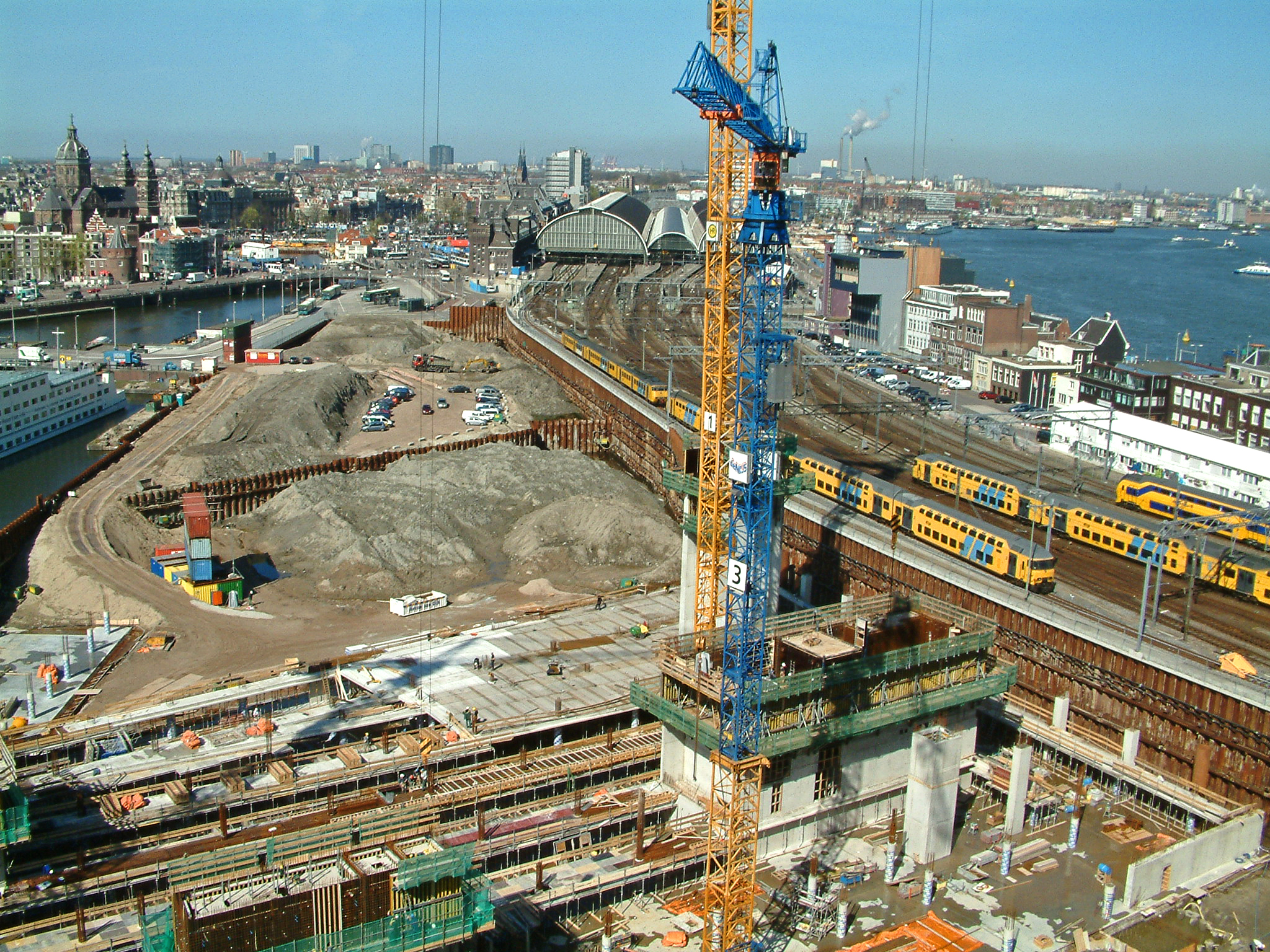
Uitzicht vanaf het gesloopte Post CS-gebouw over de gehele bouwput van het Oosterdokseiland, april 2005
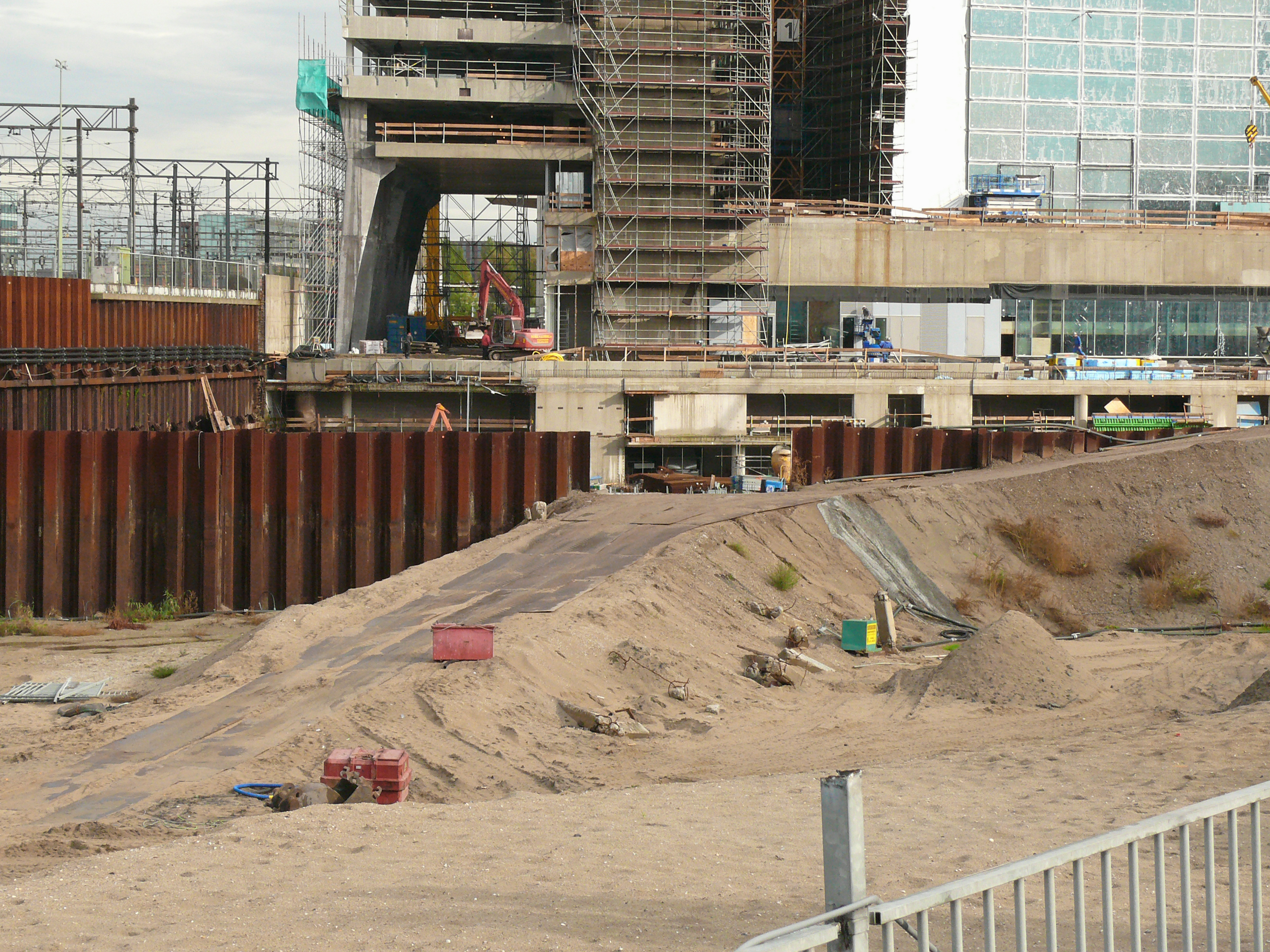
Bouwput van het Oosterdokseiland en de eerste bouw: de OBA-bibliotheek, october 2006